# WWE 2K17
WWE 2K17 é um jogo eletrônico de luta livre profissional desenvolvido pela Yuke's e Visual Concepts, e publicado pela 2K Sports para o PlayStation 3, PlayStation 4, Xbox 360, Xbox One e Microsoft Windows. Foi lançado em 11 de outubro de 2016. É o décimo oitavo jogo da franquia WWE (o quarto publicado pela 2K Sports) e o sucessor do WWE 2K16.

## Marketing e promoção
Em 31 de maio de 2016, o WWE 2K17 foi oficialmente anunciada pela WWE e 2K Sports, quando revelaram Bill Goldberg como o personagem bônus de pré-encomenda, acompanhado por trailer de divulgação com Goldberg. A 2K também anunciou que o jogo incluiria duas versões de Goldberg, uma da World Championship Wrestling e outra da WWE) e duas arenas jogáveis (Halloween Havoc) e Monday Nitro. Em 27 de junho de 2016, foi revelado um trailer anunciando que Brock Lesnar estaria na capa do jogo. Em 14 de julho de 2016, a WWE anunciou uma edição de colecionador do NXT. O conjunto incluiria lutadores como Apollo Crews, Nia Jax e Shinsuke Nakamura como personagens jogáveis como parte do NXT Enhancement Pack, uma litografia desenhada por Rob Schamberger e assinada por Shinsuke Nakamura, uma figura de ação colecionável de Finn Bálor, cartões de troca, lona de ringue real do evento NXT TakeOver: London, mais 50% de pontos no NXT para My Career Mode, bem como o pacote de pré-encomenda de Goldberg.

### Plantel
Em 15 de junho de 2016, a WWE anunciou que na E3 2016 a primeira lista revelada seria anunciada no estande da 2K por Rob Schamberger. No evento, John Cena, The Ultimate Warrior e Sasha Banks foram os três primeiros nomes revelados. Em 26 de julho de 2016, a IGN anunciou que a família McMahon seriam personagens jogáveis, incluindo Stephanie McMahon, Shane McMahon e Vince McMahon. Em 2 de agosto, a IGN anunciou que a lista completa seria revelada aos poucos todas as terças-feiras por cinco semanas, juntamente com vídeos e imagens promocionais do jogo, concluindo em 30 de agosto. Em 10 de agosto, o site oficial da WWE 2K lançou um mini-jogo que consistia em localizar os lutadores anunciados em uma foto da Suplex City de Brock Lesnar. O jogo revelou uma lista de 136 lutadores consistindo de estrelas atuais, lendas e lutadores do NXT. A 2K ainda revelou mais tarde que haveria mais onze personagens extras jogáveis vindos por DLC.

### Lista de lutadores
Clique em Expandir para mostrar cada uma das listas.
| Lutadores         |
| ----------------- |
| Alberto Del Rio   |
| Aiden English     |
| AJ Styles         |
| Apollo Crews      |
| Baron Corbin      |
| Big Cass          |
| Big Show          |
| Bo Dallas         |
| Braun Strowman    |
| Bray Wyatt        |
| Brock Lesnar      |
| Bubba Ray Dudley  |
| Buddy Murphy      |
| Cesaro            |
| Chad Gable        |
| Chris Jericho     |
| Christian         |
| Curtis Axel       |
| D-Von Dudley      |
| Daniel Bryan      |
| Darren Young      |
| Dash Wilder       |
| Dean Ambrose      |
| Diego             |
| Dolph Ziggler     |
| Enzo Amore        |
| Erick Rowan       |
| Fandango          |
| Fernando          |
| Finn Bálor        |
| Goldust           |
| Heath Slater      |
| Hideo Itami       |
| Jack Swagger      |
| Jason Jordan      |
| Jey Uso           |
| Jimmy Uso         |
| John Cena         |
| Kalisto           |
| Kane              |
| Kevin Owens       |
| Kofi Kingston     |
| Konnor            |
| Luke Harper       |
| Mark Henry        |
| Neville           |
| R-Truth           |
| Randy Orton       |
| Roman Reigns      |
| Rusev             |
| Sami Zayn         |
| Samoa Joe         |
| Seth Rollins      |
| Scott Dawson      |
| Shane McMahon     |
| Sheamus           |
| Shinsuke Nakamura |
| Simon Gotch       |
| Sin Cara          |
| Stardust          |
| Sting             |
| Titus O'Neil      |
| The Miz           |
| The Rock          |
| The Undertaker    |
| Triple H          |
| Tyler Breeze      |
| Tyson Kidd        |
| Viktor            |
| Wesley Blake      |
| Xavier Woods      |
| Zack Ryder        |

## Visual e áudio
Em 8 de agosto, a 2K revelou a trilha sonora oficial para WWE 2K17. A trilha apresenta treze músicas de uma variedade de artistas de vários gêneros musicais, que foi curada por Sean Combs (conhecido como Puff Daddy, Puffy, Diddy e P. Didd)y.

## Modos de jogo

### 2K Showcase
Uma das maiores dificuldades no 2K Showcase do WWE 2K17 prendeu-se ao facto do lutador da capa, Brock Lesnar, ter vários adversários na sua carreira que não poderiam ser incluídos no jogo. Por esse motivo, a 2K teve dificuldades em encontrar uma boa história que retratasse a carreira de Brock Lesnar, optando por se esforçar em trazer melhores modos para o WWE Universe e MyCareer.

### WWE Universe
No WWE Universe Mode, foi recriado o drama e a emoção vistos todas as semanas no Raw, SmackDown Live e NXT. Tem um novo fluxo que se concentra nestes programas. O novo sistema de apresentação faz com que os jogadores sintam que estão jogando através de um episódio semanal de qualquer programa da WWE ou WWE Network. Também adicionaram mais intriga e possibilidades ao incorporar run-ins, bem como ataques pré e pós-partida. WWE 2K17 tem uma novo Promo Engine que permite que as WWE Superstars expressar seus pensamentos e emoções para o Universo da WWE.